# Retirada de los Seiscientos

La Retirada de los Seiscientos fue un episodio de la guerra de independencia de Venezuela ocurrido después del fracaso de la expedición de Los Cayos en 1816. Fue una travesía de cientos de kilómetros a través de territorio hostil, luchando durante el trayecto con escasas armas y municiones. Finalizada la retirada los seiscientos se reunieron con los patriotas orientales con una renovada confianza y mayores fuerzas.

## Hechos

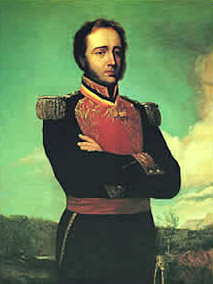
El General Gregor MacGregor comandó la retirada de los 600.

Los patriotas venezolanos al mando del libertador Simón Bolívar habían desembarcado en Ocumare de la Costa y de allí se dividieron en varias columnas penetrando a través de la selva llegando hasta Maracay, pero la ofensiva lanzada por el ejército realista de Francisco Tomás Morales los empujó de vuelta hasta las playas tras la derrota en el cerro de El Aguacate (14 de julio). En el desorden que siguió, Bolívar y parte de los patriotas se embarcan apresuradamente dejando en la playa de Ocumare la mayor parte del parque que disponían, además de 600 hombres al mando del general escocés Gregor MacGregor. 
Los seiscientos comenzaron su marcha a través de los valles de Aragua y los llanos de Guárico evitando el combate cuando era posible. La ruta en Aragua fue Maracay - Cagua - Villa de Cura. En la marcha se incorporaron las guerrillas de Pedro Zaraza y José Tadeo Monagas. El 18 de julio los 600 enfrentan y derrotan al Coronel Juan Nepomuceno Quero en Onoto. El 2 de agosto vuelven a derrotar a Quero en Quebrada Honda. El 6 de septiembre libran la Batalla de los Alacranes que les permite tomar la ciudad de Barcelona. Unos semanas después se produjo la Batalla de El Juncal.